# Lovagny
Lovagny é uma comuna francesa na região administrativa de Auvérnia-Ródano-Alpes, no departamento de Alta Saboia. Estende-se por uma área de 5,55 km². Em 2010 a comuna tinha 1 313 habitantes (densidade: 236,6 hab./km²).